# 20242 Sagot
20242 Sagot è un asteroide della fascia principale. Scoperto nel 1998, presenta un'orbita caratterizzata da un semiasse maggiore pari a 2,3786533 UA e da un'eccentricità di 0,1049617, inclinata di 4,61079° rispetto all'eclittica.